# Conostigmus glabratus
Conostigmus glabratus är en stekelart som beskrevs av Hellen 1966. Conostigmus glabratus ingår i släktet Conostigmus och familjen trefåresteklar. Inga underarter finns listade i Catalogue of Life.